# Nølev Sogn
Nølev Sogn er et sogn i Odder Provsti (Århus Stift).
I 1800-tallet var Nølev Sogn anneks til Saksild Sogn. Begge sogne hørte til Hads Herred i Aarhus Amt. Saksild-Nølev sognekommune blev ved kommunalreformen i 1970 indlemmet i Odder Kommune.
I Nølev Sogn ligger Nølev Kirke.
I sognet findes følgende autoriserede stednavne:
- Assedrup (bebyggelse, ejerlav)
- Driften (bebyggelse)
- Nølev (bebyggelse, ejerlav)